# Вилмингтон (Илиноис)
Вилмингтон (енгл. Wilmington) град је у америчкој савезној држави Илиноис. По попису становништва из 2010. у њему је живело 5.724 становника.

## Демографија
Према попису становништва из 2010. у граду је живело 5.724 становника, што је 590 (11,5%) становника више него 2000. године.
| Група             | 2000.         | 2010.         |
| Белци             | 4.929 (96,0%) | 5.343 (93,3%) |
| Афроамериканци    | 38 (0,7%)     | 46 (0,8%)     |
| Азијати           | 15 (0,3%)     | 17 (0,3%)     |
| Хиспаноамериканци | 100 (1,9%)    | 242 (4,2%)    |
| Укупно            | 5.134         | 5.724         |